# St. Martin (Oberpfreimd)

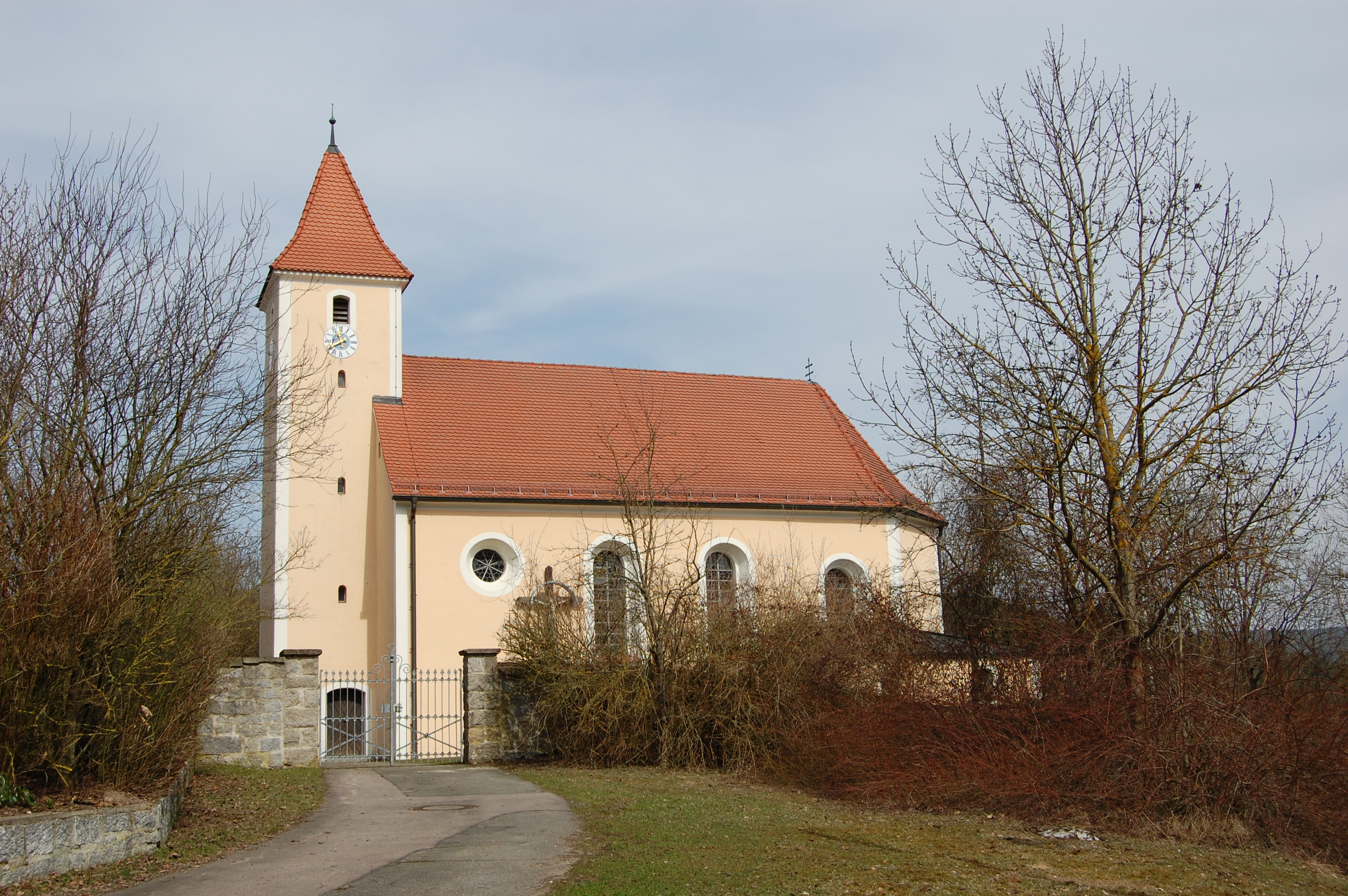
St. Martin in Oberpfreimd

Die römisch-katholische, denkmalgeschützte Filialkirche St. Martin steht in Oberpfreimd, einem Gemeindeteil der Stadt Pfreimd im Landkreis Schwandorf der Oberpfalz. Sie ist dem Bistum Regensburg zugeordnet. Das Bauwerk ist unter der Denkmalnummer D-3-76-153-49 als Baudenkmal in die Bayerische Denkmalliste eingetragen.

## Beschreibung
Die verputzte Saalkirche  wurde im letzten Drittel des 18. Jahrhunderts errichtet. Sie besteht aus einem Langhaus, einem dreiseitig geschlossenen Chor im Osten und einem Kirchturm im Westen, der mit einem Pyramidendach bedeckt ist. 
Die derzeitige Kirchenausstattung geht auf die Renovierung von 1939 zurück. Eine Kreuzigungsgruppe steht an der südlichen Langhausseite. 

## Orgel

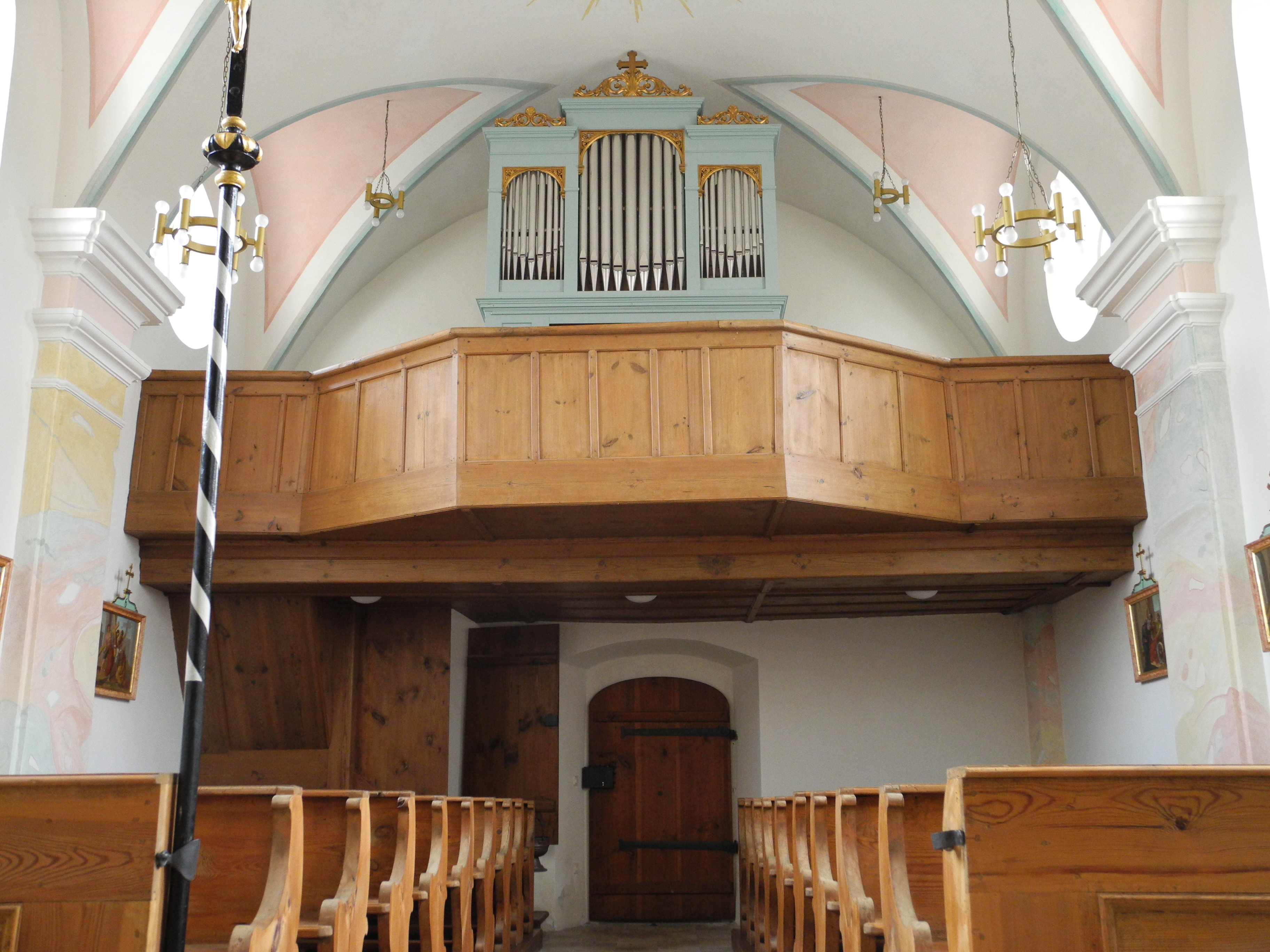
Orgel

Die rein mechanische Schleifladen-Orgel auf der Empore mit fünf Registern auf einem Manual und Pedal wurde 1880 von Heinrich Buck mit einem klassizistischen Prospekt gebaut. Die Disposition lautet:
| Manual         |    |
| Principal      | 8′ |
| Hohlflöte      | 8′ |
| Viola da Gamba | 8′ |
| Fugara         | 4′ |

| Pedal    |    |
| Oktavbaß | 8′ |

- Koppel: M/P